# Mabalane
Mabalane – wieś w Botswanie w dystrykcie Kgatleng. Według spisu ludności z 2011 roku wieś liczyła 738 mieszkańców.